# Stromateus fiatola
Stromateus fiatola – gatunek ryby z rodziny żuwakowatych (Stromateidae).

## Występowanie
Gatunek ten przebywa we wschodnich wodach Oceanu Atlantyckiego, w rejonie Zatoki Biskajskiej oraz od Morza Śródziemnego do Przylądka Dobrej Nadziei. Występuje na głębokości od 10 do 70 metrów.

## Charakterystyka
Osiąga rozmiar do 50 centymetrów, zazwyczaj jest to natomiast około 40 centymetrów.
Jej grzbiet jest niebiesko-szary z ciemnymi plamkami na płetwach. Zazwyczaj brzuch jest w srebrnej lub białej barwie. 
Żywi się planktonem, mniejszymi rybami oraz meduzami. 